# Коморовский, Самуил
Самуил Александр Коморовский (бел. Самуэль Аляксандр Камароўскі, пол. Samuel Aleksander Komorowski, ум. 20 октября 1659) — военный деятель Великого княжества Литовского, ротмистр гусарской хоругви (с 1632 года), подчаший вилькомирский (с 1635 года) и хорунжий вилькомирский (с 1649 года), обозный великий литовский (1654—1659). Участник войн Речи Посполитой с Россией (1632—1634, 1654—1667), украинскими казаками (1648—1654) и Швецией (1655—1660).

## Биография
Представитель шляхетского рода Коморовских герба Доленга. Его предки пересилились из Добжыньской земли в Великое княжество Литовское. Сын Ежи Коморовского и Марианны Сапеги.
В 1632 году в чине ротмистра гусарской хоругви Самуил Коморовский участвовал в Смоленской войне (1632—1634). В июне 1633 года хоругвь С. Коморовского ворвалась в лагерь русской армии под командованием Михаила Борисовича Шеина, убила и взяла в плен некоторое количество воинов, захватила скот, продовольствие и лошадей. В январе 1634 года Самуил Коморовский действовал под Белой, доходил до Ржева и Торопца.
После завершения русско-польской войны Самуил Коморовский стал в 1635 году подчашим, а в 1649 году хорунжим вилькомирским.
В начале восстания Богдана Хмельницкого Самуил Коморовский, вероятно, участвовал в битве под Корсунем в мае 1648 года в состав коронной армии в чине ротмистра казацкой хоругви. Осенью 1648 года во главе драгунской хоругви сражался против казаков на Волыни, в состав литовской армии Януша Радзивилла участвовал в осаде и взятии Пинска. Вместе с А. Павловским отличился в Лоевской битве 1649 года, удачно оценил обстановку и ударил с тыла на казацкие полки Михаила Кричевского.
Накануне войны с Россией, в апреле 1654 году получил должность обозного великого литовского. В 1654 году безуспешно пытался отбить у русских Витебск. После подписания Кейданской унии 1655 года поддерживал великого гетмана литовского Януша Радзивилла, в сентябре 1655 года арестовал некоторых литовских офицеров, в том числе польного гетмана литовского Винцента Гонсевского, выступавших против альянса со Швецией. После смерти Януша Радзивилла отошёл от шведов и начал против них военные действия совместно с русскими войсками. В 1658-1659 годах воевал против шведских отрядов в Жемайтии.
В октябре 1658 года после захвата в плен русскими польного гетмана литовского Винцента Корвин-Гонсевского обозный великий литовский Самуил Коморовский стал исполнять обязанности региментария литовской армии в Жемайтии.
Военные заслуги С. Коморовского были высоко оценены сеймом, в 1634 году он получил во владение сёла в Новогрудском воеводстве, в 1649 году сейм пожаловал ему сёла в Мозырском повете. Заслуги Коморовского были отмечены после его смерти сеймами в 1662 и 1677 годах.